# Hermann Johansen
Hermann Eduardovich Johansen (en ruso, Герман Эдуардович Иоганзен) (1866 – 1930) fue un biólogo y ornitólogo ruso. Se graduó en Zoología en la Universidad de Tartu en 1889.
Se trasladó a Tomsk en 1893 y comenzó a enseñar alemán, física e historia natural en la escuela de Alekseyev. Desde 1899 impartió clases de zoología y anatomía comparada en la Universidad Estatal de Tomsk. En 1918 se convirtió en catedrático de zoología. Mantuvo su cátedra hasta su muerte, momento en el cual le sucedió otro Johansen, Hans Johansen, con en el que no estaba emparentado.
Hermann Johansen realizó investigaciones básicas sobre la fauna de grandes áreas de Siberia y era un experto en la biología de las aves.
De sus dos hijos, el mayor, Wolfgang Johansen, murió en la Primera Guerra Mundial luchando como soldado ruso, mientras que el segundo, Bodo Johansen, se convirtió en zoólogo.
Acumuló una importante colección de aves, que acabó en el Museo de Zoología de la Universidad de Copenhague.

## Obra (selección)
- 1804. "Observationes zoologicae quibus novae complures, aliaeque animalium species describuntur et illustrantur." Opus posthumum edidit F.L. Hammer. Pars prima (all pub.). i-viii, 1-332.— Paris.[4]

## Abreviatura (zoología)
La abreviatura Johansen  se emplea para indicar a Hermann Johansen como autoridad en la descripción y taxonomía en zoología.